# Ultravox!
Albums de Ultravox!
Ha!-Ha!-Ha!
(1977)
Singles
1. Dangerous Rhythm
Sortie : 4 février 1977

Ultravox! est le premier album du groupe britannique Ultravox!, sorti le 25 février 1977. Il est coproduit par le groupe, Steve Lillywhite et Brian Eno.
À l'exception de la Suède où il se classe pendant six semaines, culminant à la 25e place en juin 1977, il ne rencontre pas un grand succès commercial à sa sortie : ni l'album, ni le 45 tours Dangerous Rhythm ne se classent dans les charts britanniques.

## Liste des titres
| 1. | Sat'day Night in the City of the Dead                         | John Foxx             | 2:34 |
| 2. | Life at Rainbow's End (For All the Tax Exiles on Main Street) | Foxx                  | 3:42 |
| 3. | Slip Away                                                     | - Billy Currie - Foxx | 4:12 |
| 4. | I Want to Be a Machine                                        | - Currie - Foxx       | 7:20 |

| 5. | Wide Boys                              | Foxx                                                             | 3:15 |
| 6. | Dangerous Rhythm                       | - Warren Cann - Chris Cross - Currie - Foxx - Stevie Shears (en) | 4:16 |
| 7. | The Lonely Hunter                      | Foxx                                                             | 3:44 |
| 8. | The Wild, the Beautiful and the Damned | - Cross - Currie - Foxx                                          | 5:49 |
| 9. | My Sex                                 | - Cross - Currie - Foxx                                          | 2:59 |

| 10. | Slip Away (Live)                              | - Currie - Foxx                         | 4:12 |
| 11. | Modern Love (Live)                            | - Cann - Cross - Currie - Foxx - Shears | 2:31 |
| 12. | The Wild, the Beautiful and the Damned (Live) | - Cross - Currie - Foxx                 | 5:18 |
| 13. | My Sex (Live)                                 | - Cross - Currie - Foxx                 | 3:05 |

## Musiciens
- John Foxx : chant, guitare acoustique sur I Want to Be a Machine, harmonica sur Sat'day Night in the City of the Dead
- Stevie Shears (en) : guitare
- Billy Currie : claviers, violon
- Chris Cross : basse, chœurs
- Warren Cann : batterie, chœurs

## Classements hebdomadaires
| Classement (1977)         | Meilleure position |
| ------------------------- | ------------------ |
| Suède (Sverigetopplistan) | 25                 |